# The Moonglows
The Moonglows sono stati un gruppo musicale vocale statunitense, composto da cinque elementi e di genere rhythm and blues e doo wop, attivo dal 1951 al 1972.
Presenti nell'album discografico di Chuck Berry Rock, Rock, Rock, sono stati apprezzati per l'originale modo di cantare, caratterizzato in particolare da uno stile soffiato delle armonie basato su una particolare tecnica vocale dei cantanti in sottofondo. Questo stile è stato poi adottato da molti altri gruppi dell'epoca e successivi, fra cui - per restare a uno dei maggiormente conosciuti - i Chi-Lites (particolarmente nell'hit Oh Girl).
Il loro nome è iscritto dal 1999 nella  Vocal Group Hall of Fame e dal 2000 nella Rock and Roll Hall of Fame.

## Componenti
Nel corso degli anni si sono alternati nel gruppo i seguenti cantanti e musicisti:

### Formazione originale
- Harvey Fuqua, voce guida
- Bobby Lester, voce guida
- Alexander "Pete" Graves, voce tenore
- Prentiss Barnes, voce basso
- Billy Johnson, corista e chitarrista

### Altri cantanti
- Marvin Gaye
- Reese Palmer
- Chuck Barksdale
- James Knowland
- Chester Simmons
- Doc Green
- George Thorpe
- Bearle Easton
- Doc Williams
- Chuck Lewis

## Storia
Formatosi a Cleveland (Ohio) - sebbene il nucleo storico, con il nome di The Crazy Sounds, fosse originario di  Louisville, in Kentucky - il gruppo era guidato da Bobby Lester e Harvey Fuqua - voce guida e principale autore delle loro canzoni - e comprendeva anche Marvin Gaye, poi divenuto un famoso cantante solista.
Sostenuto dal  famoso disc jockey Alan Freed, fece il suo debutto discografico con la casa discografica dello stesso Freed, la Champagne. Fu lo stesso Freed a suggerire il cambio di nome, modulandolo su proprio soprannome, Moondog.
Verso la fine del 1952 passarono alla Chance Records di Chicago per la quale incisero nel 1953 e nel 1954. Il successo avuto dalla cover di un brano di Doris Day, Secret Love, che vedeva Lester come voce guida dei Moonglows, gli fece guadagnare una scrittura da parte della Chess Records.
Diciassette anni dopo la registrazione originale, avvenuta nel 1955, ovvero nel 1972, i tre membri originali del gruppo - Graves, Lester e Fuqua, con i nuovi componenti  Doc Williams e Chuck Lewis - incisero per la RCA un LP intitolato Return of the Moonglows da cui fu tratto un singolo con una versione soul - con tempo modificato - di Sincerely che divenne l'ultimo hit del gruppo.
La traccia fu poi inserita nell'album della stessa RCA Soul Explosion. La canzone è stata impiegata poi anche nella colonna sonora del film di Martin Scorsese del 1990 Quei bravi ragazzi, con Robert De Niro.
Il loro titolo più famoso è del 1954 ed è la sensuale ballata Sincerely, scritta appunto da Freed e Fuqua che si piazzò in testa alle classifiche R&B. Ma fu con la ripresa in chiave pop, da parte delle McGuire Sisters  che la canzone ebbe il maggiore successo.
Tra il 1955 ed il 1957, i Moonglows raggiunsero più volte le prime posizioni delle classifiche R&B, con i motivi  Most of All, In My Diary, When I'm With You, See Saw, We Go Together e Please Send Me Someone to Love.
Diversi stili di canto hanno caratterizzato le voci guida del gruppo: Fuqua privilegiò il cosiddetto uptempo del R&B/rock mentre Lester cantò prevalentemente romantiche ballate (per le quali alla fine il gruppo fu maggiormente conosciuto ed apprezzato). Raramente i due duettarono insieme nei rispettivi stili di canto e sebbene sia Lester che Fuqua fossero in predicato di andare a guidare come bandleader una sorta di gruppo spinoff chiamato Moonlighters, nel 1955 incisero in duo per la sottoetichetta Checker (Chess) tre singoli firmati come Moonlighters: lato A So All Alone, New Gal  e Starlite e lato B Shoo-Do-Be-Doo, Hug And A Kiss e In Love (i primi due lati B eseguiti con l'intero gruppo).
Nel 1957,  i Moonglows parteciparono al film di Alan Freed Rock, Rock, Rock e registrarono un brano destinato a diventare un loro classico: Ten Commandments of Love, con Fuqua voce guida e parte recitata dal chitarrista Billy Johnson. Distribuito a inizio 1958, fu il secondo maggiore hit del gruppo dopo Sincerely e il primo inciso sotto il nome di "Harvey & the Moonglows". Di questo brano hanno fatto inciso cover diversi gruppi e musicisti fra cui The Five Fashions, The Persuasions, Keith Sweat, Bob Marley e Little Caesar & The Romans.

### Cambiamento di rotta
Nel 1958, dopo aver registrato quello che fu il loro ultimo brano da hit parade, The Ten Commandments of Love, la figura egemonica di Fuqua prese sempre più campo con l'assunzione del ruolo di unica voce guida all'interno del gruppo, in modo tale da porre Lester in secondo piano. Ciò non poté non causare frizioni frizioni fra i musicisti del gruppo, molti dei quali lasciarono per essere rimpiazzati da altri.
A complicare in un certo senso le cose fu l'arrivo, fra gli altri, di un nuovo talento, Marvin Gaye, all'epoca cantante diciannovenne di belle speranze. Arricchiti dal concorso dei nuovi musicisti, gli Moonglows distribuirono, peraltro senza registrare un senza successo, un disco per la Okeh record (l'etichetta di Bo Diddley) con il nome di New Moonglows. Di quest'epoca sono poi le incisioni di Twelve Months of the Year (che presenta Marvin Gaye in un intervento parlato), Beatnik e Mama Loocie (il primo con Gaye voce guida, distribuito nel 1959).
Fra il 1959 e il 1960 il completamento della trasformazione in "New Moonglows" fu definitivo. Fuqua registrò nel frattempo, sempre per la Chess, diversi duetti con Etta James, autrice di Roll with Me Henry e futura superstar della musica soul.

### Riunioni e gruppi derivati
Nel 1960, Fuqua, su suggerimento della Chess Brothers, si trasferì a Detroit, nel Michigan, sciogliendo gli Moonglows ed iniziando una collaborazione con Gwen Gordy, sorella del fondatore della Motown Berry Gordy, Jr., che all'epoca era a capo dell'etichetta Anna Records. Fu in questo periodo che Fuqua scoprì diversi artisti poi divenuti famosi alla Motown come altrove, inclusi Lamont Dozier, Johnny Bristol, The Spinners, Jr. Walker & The All Stars, Shorty Long e David Ruffin. Sempre in quel periodo, Gwen Gordy e Harvey Fuqua si sposarono.
Fuqua si unì poi alla new Motown in veste di tuttofare. Principalmente, lavorava con gli artisti aiutandoli nelle performance live. Nel frattempo curava gli interessi di Marvin Gaye che nel frattempo era stato scritturato dalla Motown (avrebbe prodotto Gaye fino ai duetti con Tammi Terrell e all'album del 1982 Midnight Love. Fuqua iniziò anche a incidere per un'etichetta chiamata Tri-Phi, per cui incidevano gli Spinners, sorta di clone del Moonglows style dell'hit del 1961 That's What Girls are Made For. Fuqua avrebbe poi composto brani e prodotto gli  Spinners contribuendo poi a formare negli anni settanta il gruppo musicale funk-soul New Birthin.
Pete Graves avviò per contro già nel 1964 un nuovo gruppo con il nome Moonglows che comprendeva esponenti degli Drifters, Doc Green, George Thorpe e Bearle Easton. Questa formazione incise per breve tempo con le etichette Lana, Times Square e Crimson, prima di sciogliersi. Lester, tornato a Louisville, aprì un nightclub, ma nel 1970 dette vita ad una nuova formazione di Louisville chiamata The Aristocrats, che comprendeva il cufino Gary Rodgers, Albert Workman, Robert Ford e il figlio di Clyde McPhatter, Billy.
Nel 1972, tre dei membri originali Moonglows rimasti attivi - Graves, Lester, e Fuqua - uniti a Doc Williams e Chuck Lewis incisero per la RCA un LP chiamato Return of the Moonglows e una nuova versione con arrangiamento diverso di  Sincerely, l'ultimo hit da alta classifica del gruppo. Subito dopo, i componenti del gruppo separarono le loro strade, con Lester che tornava a suonare con i suoi Louisville Moonglows per incidere nel 1979  un live costituito essenzialmente da brani cantati a cappella durante una performance in un nightclub.

### Ultimi anni
Bobby Lester è stato il primo dei membri originali del gruppo a morire, soccombendo al cancro nel 1980 all'età di quarantanov e anni. Billy McPhatter non era nel gruppo nel 1979, ma si unì a esso per uno spettacolo al Madison Square Garden di New York (che doveva comprendere anche Lester), rimanendovi successivamente. Gary Rodgers diventò manager del gruppo chiamato Bobby Lester's Moonglows (talvolta chiamato anche Gary Rodgers' Moonglows).
Harvey Fuqua si unì nuovamente ad alcuni della reunion del 1972 in occasione di un intervento ai Grammy Award del 1983 mentre successivamente tenne, sino al 1986, un tour sotto il nome di Harvey and the Moonglows.
Negli anni ottanta il Billy McPhatter group includeva Rodgers, Robert Lee Davis, Pete Lawford e Bruce Martin. Nei primi anni novanta McPhatter fu rimpiazzato dal figlio di Lester, Bobby Lester, Jr..
Nel 1999, Fuqua e i componenti del Bobby Lester's Moonglows (a quel tempo Rodgers, Martin, Lawford e Gene Kelly) si riunirono per uno speciale della rete televisiva pubblica Public Broadcasting Service intitolato Doo Wop 50.
Fuqua ha continuato a cantare occasionalmente producendo ed organizzando spettacoli gospel. Marvin Gaye invece è morto nel 1984 in tragiche circostanze. Da quel punto in avanti, gli Moonglows sono diventati un punto di riferimento per gli artisti della soul. Reese Palmer, già con Gaye nei "new Moonglows", è entrato a far parte del gruppo The Orioles, mentre Barksdale è tornato nei The Dells. Il cantante e chitarrista Billy Johnson è morto a Los Angeles nel 1987 mentre Rodgers è deceduto nel 2005. L'altro membro originale, Prentiss Barnes, ritiratosi dalle scene nel 1969 dopo un incidente d'auto, è morto nel 2006.

## Discografia

### Singoli
- 1954  Secret Love R&B #22
- 1954  I Was Wrong R&B #23
- 1954  Sincerely R&B #1(2)
- 1955  Most of All R&B #5
- 1955  Diddley Daddy [the Moonglows backing Bo Diddley] R&B #8
- 1956  In My Diary R&B #26
- 1956  We Go Together R&B #9
- 1956  See Saw R&B #6
- 1956  When I'm with You R&B #15
- 1957  Over and Over Again R&B #21
- 1957  Please Send Me Someone to Love R&B #5
- 1957  Beating of My Heart R&B #29
- 1958  Ten Commandments of Love [Harvey & the Moonglows] R&B #5
- 1959  Almost Grown [the Moonglows backing Chuck Berry] R&B #3